# Jean Van Eeckhout
Pour les articles homonymes, voir Eeckhout.
Jean François Van Eeckhout (1869-1945), est un sculpteur belge, d’origine flamande, né à Muizen-Hofstade, le 9 avril 1869, de Pierre-Jean Van Eeckhout et d’Anne Marie Josèphe Buelens. Il épouse à  Hofstade, le 28 juillet 1897, Marie Rosalie Schoeters, née le 2 avril 1873, de Josse Louis Schoeters et de Marie-Josèphe Haesaerts. Ils auront six enfants: Armand, Joseph Van Eeckhout, Léon, Ernest-Bernardin Van Eeckhout, Hélène et Julia, morte en bas âge. En 1909, il devient membre du Cercle archéologique, littéraire et artistique de Malines. Il décède à Woluwe-Saint-Lambert, le 13 novembre 1945.

## Sa maison natale àHofstade-lez-Malines
Jean Van Eeckhout est né un vendredi matin, à 13 heures, dans le 4e quartier de Muizen au lieu-dit Hofstade, dans une maison (aujourd’hui démolie) située près de l'intersection de la Heuvelstraat et de la Muizenstraat actuelles, au bord de la Leuvense vaart, canal reliant Louvain à Malines. Il était le benjamin d'une famille de cinq enfants, alors que son père avait 51 ans et sa mère, 43. 

## Ses études et son installation à Malines

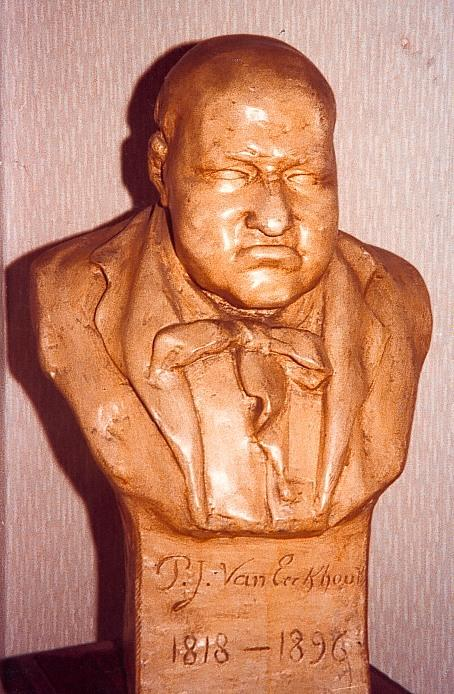
Son père, Pierre Jean (1897).

Une photo nous apprend qu’en 1889, il était inscrit, à 20 ans, à l’École d’ébénisterie d’art Jardas, à Malines. L’année suivante, il suit des cours à l’Académie des Beaux-Arts de Malines. À la fin de l’année 1891-92, il décroche le premier prix en dessin linéaire à l’Académie des Arts Plastiques, et couronne ses études par plusieurs médailles d’or. À 27 ans, il sculpte le buste de son père (1896), qui mourra l’année suivante. En 1897, il fréquente Rosalie Schoeters, une jeune fille de 24 ans, d’origine flamande, du même village que le sien. Il l’épouse à Hofstade, le 28 juillet 1897, et s’installe à Malines, au 118, rue Notre-Dame, où il ouvre un estaminet, remplacé plus tard par une quincaillerie, tenue par sa femme et ses enfants, pour arrondir les fins de mois difficiles, lorsque les commandes de sculpture se faisaient plus rares.

## Son portrait
En 1899, un de ses collègues de l’Académie, Y. Plaquet, peint son portrait. Jean Van Eeckhout est alors âgé de 30 ans. 

## Son goût pour le théâtre
Jean Van Eeckhout va développer très tôt son goût pour le théâtre (il adorait se costumer). Il le transmettra rapidement à ses garçons, qui joueront, à plusieurs reprises, les premiers rôles, au collège, dans des pièces comme Le Comte de Valkenburg', Zriny ou Adam en exil.

## Un homme ingénieux
Lors de la Première Guerre mondiale, les Allemands cherchant partout du cuivre pour les douilles de leurs obus, Jean Van Eeckhout attacha tous ses cuivres à la place du contrepoids de la trappe qui menait au grenier. En l’ouvrant, les Allemands cachèrent ainsi, sans le savoir, l'objet même de leur convoitise. — Une autre fois, pour ne pas se faire prendre son revolver, Jean Van Eeckhout évida un morceau de bois dans lequel il cacha son arme et jeta le tout dans un coin de son atelier de sculpture avec d’autres rebuts. 

## Quelques œuvres
En 1913, a lieu à Malines un cortège historique, organisé pour célébrer la fête de Notre-Dame d’Hanswijck. Les Quatre fils Aymon sont joués par les quatre frères Van Eeckhout: Armand, Joseph, Léon et Ernest, dont Jean Van Eeckhout sculptera les bustes (voir les plâtres ci-contre), en souvenir de ce jour mémorable. C’est dans sa cour arrière (qu’il fait recouvrir d’une toiture à pans translucides) que Jean Van Eeckhout aménage son atelier de sculpture. Il reçoit de nombreuses commandes: un banc néogothique en chêne, portant le blason de la famille comtale Cornet de Peissant, des bas-reliefs en bois à insérer dans des meubles, des pierres commémoratives à graver, des gargouilles et des tourelles, un saint curé d'Ars à tailler pour la cathédrale Saint-Rombaut, des vaisseliers, des tables, des chaises, des coffres, des armoires, des commodes, une crédence, un meuble lutrin, des cadres, bref tout ce qu’on peut demander à un sculpteur. Jean Van Eeckhout nous a laissé un carnet de notes illustré de quelques dessins.

## Une retraite paisible
Après la mort de sa femme (1928), Jean Van Eeckhout fait quelques voyages, notamment en Italie (Rome, Assise, Subiaco) et en Angleterre (Londres). Il en profite pour enrichir ses connaissances, prendre des notes et des mesures de diverses sculptures qui suscitent son admiration. Lorsque son fils Joseph fonde la paroisse de la Sainte-Famille, à Woluwe-St-Lambert, en 1930, Jean Van Eeckhout sculpte un Christ triomphant, destiné à orner le mur de l’autel. En février 1931, il vend sa maison de Malines et emménage chez son fils Joseph, où il finira paisiblement ses jours. Et c’est le mardi 13 novembre 1945 que s’éteint, dans son fauteuil, le sculpteur Jean Van Eeckhout, à l’âge de 76 ans, 7 mois et 4 jours.